# Gran Premio di superbike di Oschersleben 2003
Il Gran Premio di superbike di Oschersleben 2003 è stato la quinta prova su dodici del campionato mondiale Superbike 2003, disputato il 1º giugno sul circuito di Oschersleben, in gara 1 ha visto la vittoria di Neil Hodgson davanti a Pierfrancesco Chili e James Toseland, la gara 2 è stata vinta da James Toseland che ha preceduto Neil Hodgson e Chris Walker.
La vittoria nella gara valevole per il campionato mondiale Supersport 2003 è stata ottenuta da Chris Vermeulen, mentre la gara del campionato Europeo della classe Superstock viene vinta da Lorenzo Lanzi.
Si interrompe a nove, in occasione della seconda gara, la serie di vittorie di Hodgson, che le aveva ottenute tutte nei primi quattro gran premi della stagione.

## Risultati

### Gara 1

#### Arrivati al traguardo[5]
| Pos. | Nº  | Pilota              | Squadra                  | Motocicletta     | Giri | Tempo     | Griglia | Punti |
| ---- | --- | ------------------- | ------------------------ | ---------------- | ---- | --------- | ------- | ----- |
| 1º   | 100 | Neil Hodgson        | Ducati Fila              | Ducati 999F03    | 28   | 41:29.894 | 1º      | 25    |
| 2º   | 7   | Pierfrancesco Chili | PSG-1                    | Ducati 998RS     | 28   | +0:00.556 | 2º      | 20    |
| 3º   | 52  | James Toseland      | HM Plant Ducati          | Ducati 998F02    | 28   | +0:12.965 | 3º      | 16    |
| 4º   | 55  | Régis Laconi        | Caracchi NCR Nortel Net. | Ducati 998RS     | 28   | +0:16.630 | 5º      | 13    |
| 5º   | 9   | Chris Walker        | HM Plant Ducati          | Ducati 998F02    | 28   | +0:16.754 | 4º      | 11    |
| 6º   | 99  | Steve Martin        | D.F.X. Racing            | Ducati 998RS     | 28   | +0:38.142 | 6º      | 10    |
| 7º   | 20  | Marco Borciani      | D.F.X. Racing            | Ducati 998RS     | 28   | +0:43.496 | 13º     | 9     |
| 8º   | 31  | Vittorio Iannuzzo   | Alstare Suzuki           | Suzuki GSX 1000R | 28   | +0:45.452 | 9º      | 8     |
| 9º   | 19  | Lucio Pedercini     | Team Pedercini           | Ducati 998RS     | 28   | +0:50.154 | 11º     | 7     |
| 10º  | 15  | Giovanni Bussei     | UnionBike GiMotorsport   | Yamaha YZF R1    | 28   | +0:51.218 | 16º     | 6     |
| 11º  | 6   | Mauro Sanchini      | Kawasaki Bertocchi       | Kawasaki ZX7RR   | 28   | +1:04.353 | 14º     | 5     |
| 12º  | 4   | Troy Corser         | Foggy Petronas Racing    | Petronas FP1     | 28   | +1:10.643 | 12º     | 4     |
| 13º  | 35  | Nello Russo         | Team Pedercini           | Ducati 998RS     | 27   | +1 giro   | 17º     | 3     |
| 14º  | 28  | Serafino Foti       | Team Pedercini           | Ducati 998RS     | 27   | +1 giro   | 18º     | 2     |
| 15º  | 23  | Jiří Mrkývka        | JM SBK Team              | Ducati 998RS     | 27   | +1 giro   | 20º     | 1     |
| 16º  | 16  | Sergio Fuertes      | MIR Racing               | Suzuki GSX 1000R | 27   | +1 giro   | 21º     |       |
| 17º  | 36  | Dag Steinar Sundby  | Komatsu Sundby Racing    | Yamaha YZF R1    | 27   | +1 giro   | 22º     |       |

#### Ritirati
| Nº | Pilota             | Squadra               | Motocicletta       | Giri | Griglia |
| -- | ------------------ | --------------------- | ------------------ | ---- | ------- |
| 8  | James Haydon       | Foggy Petronas Racing | Petronas FP1       | 14   | 23º     |
| 91 | Walter Tortoroglio | White Endurance       | Honda VTR 1000 SP2 | 10   | 19º     |
| 11 | Rubén Xaus         | Ducati Fila           | Ducati 999F03      | 9    | 8º      |
| 33 | Juan Borja         | D.F.X. Racing         | Ducati 998RS       | 4    | 10º     |
| 5  | Ivan Clementi      | Kawasaki Bertocchi    | Kawasaki ZX7RR     | 1    | 15º     |
| 10 | Gregorio Lavilla   | Alstare Suzuki        | Suzuki GSX-R 1000  | 0    | 7º      |

### Gara 2

#### Arrivati al traguardo[6]
| Pos. | Nº  | Pilota              | Squadra                  | Motocicletta       | Giri | Tempo     | Griglia | Punti |
| ---- | --- | ------------------- | ------------------------ | ------------------ | ---- | --------- | ------- | ----- |
| 1º   | 52  | James Toseland      | HM Plant Ducati          | Ducati 998F02      | 28   | 41:20.103 | 3º      | 25    |
| 2º   | 100 | Neil Hodgson        | Ducati Fila              | Ducati 999F03      | 28   | +0:07.416 | 1º      | 20    |
| 3º   | 9   | Chris Walker        | HM Plant Ducati          | Ducati 998F02      | 28   | +0:15.314 | 4º      | 16    |
| 4º   | 55  | Régis Laconi        | Caracchi NCR Nortel Net. | Ducati 998RS       | 28   | +0:19.277 | 5º      | 13    |
| 5º   | 11  | Rubén Xaus          | Ducati Fila              | Ducati 999F03      | 28   | +0:24.228 | 8º      | 11    |
| 6º   | 99  | Steve Martin        | D.F.X. Racing            | Ducati 998RS       | 28   | +0:43.648 | 6º      | 10    |
| 7º   | 33  | Juan Borja          | D.F.X. Racing            | Ducati 998RS       | 28   | +0:46.868 | 10º     | 9     |
| 8º   | 31  | Vittorio Iannuzzo   | Alstare Suzuki           | Suzuki GSX 1000R   | 28   | +0:47.807 | 9º      | 8     |
| 9º   | 20  | Marco Borciani      | D.F.X. Racing            | Ducati 998RS       | 28   | +0:48.930 | 13º     | 7     |
| 10º  | 19  | Lucio Pedercini     | Team Pedercini           | Ducati 998RS       | 28   | +1:02.514 | 11º     | 6     |
| 11º  | 7   | Pierfrancesco Chili | PSG-1                    | Ducati 998RS       | 28   | +1:10.394 | 2º      | 5     |
| 12º  | 6   | Mauro Sanchini      | Kawasaki Bertocchi       | Kawasaki ZX7RR     | 28   | +1:12.686 | 14º     | 4     |
| 13º  | 5   | Ivan Clementi       | Kawasaki Bertocchi       | Kawasaki ZX7RR     | 28   | +1:13.019 | 15º     | 3     |
| 14º  | 4   | Troy Corser         | Foggy Petronas Racing    | Petronas FP1       | 28   | +1:27.387 | 12º     | 2     |
| 15º  | 28  | Serafino Foti       | Team Pedercini           | Ducati 998RS       | 27   | +1 giro   | 18º     | 1     |
| 16º  | 16  | Sergio Fuertes      | MIR Racing               | Suzuki GSX 1000R   | 27   | +1 giro   | 21º     |       |
| 17º  | 23  | Jiří Mrkývka        | JM SBK Team              | Ducati 998RS       | 27   | +1 giro   | 20º     |       |
| 18º  | 91  | Walter Tortoroglio  | White Endurance          | Honda VTR 1000 SP2 | 27   | +1 giro   | 19º     |       |
| 19º  | 36  | Dag Steinar Sundby  | Komatsu Sundby Racing    | Yamaha YZF R1      | 27   | +1 giro   | 22º     |       |

#### Ritirati
| Nº | Pilota           | Squadra                | Motocicletta      | Giri | Griglia |
| -- | ---------------- | ---------------------- | ----------------- | ---- | ------- |
| 10 | Gregorio Lavilla | Alstare Suzuki         | Suzuki GSX-R 1000 | 16   | 7º      |
| 35 | Nello Russo      | Team Pedercini         | Ducati 998RS      | 16   | 17º     |
| 15 | Giovanni Bussei  | UnionBike GiMotorsport | Yamaha YZF R1     | 5    | 16º     |

### Supersport

#### Arrivati al traguardo
| Pos. | Nº  | Pilota                   | Squadra                  | Motocicletta    | Giri | Tempo     | Griglia | Punti |
| ---- | --- | ------------------------ | ------------------------ | --------------- | ---- | --------- | ------- | ----- |
| 1º   | 7   | Chris Vermeulen          | Ten Kate Honda           | Honda CBR 600RR | 28   | 42'51.384 | 2º      | 25    |
| 2º   | 3   | Stéphane Chambon         | Alstare Suzuki           | Suzuki GSX 600R | 28   | +1.775    | 3º      | 20    |
| 3º   | 2   | Katsuaki Fujiwara        | Alstare Suzuki           | Suzuki GSX 600R | 28   | +2.085    | 5º      | 16    |
| 4º   | 4   | Jurgen van den Goorbergh | Yamaha Belgarda          | Yamaha YZF R6   | 28   | +3.936    | 7º      | 13    |
| 5º   | 23  | Broc Parkes              | Dark Dog Honda BKM       | Honda CBR 600RR | 28   | +8.438    | 9º      | 11    |
| 6º   | 17  | Pere Riba                | Kawasaki R.T. KRT        | Kawasaki ZX6RR  | 28   | +8.989    | 6º      | 10    |
| 7º   | 8   | Jörg Teuchert            | Yamaha Deutschland       | Yamaha YZF R6   | 28   | +14.973   | 17º     | 9     |
| 8º   | 93  | Christian Kellner        | Yamaha Deutschland       | Yamaha YZF R6   | 28   | +20.274   | 16º     | 8     |
| 9º   | 116 | Sébastien Charpentier    | Klaffi Honda             | Honda CBR 600RR | 28   | +24.001   | 4º      | 7     |
| 10º  | 69  | Gianluca Nannelli        | Lorenzini by Leoni       | Yamaha YZF R6   | 28   | +29.143   | 14º     | 6     |
| 11º  | 18  | Robert Ulm               | Klaffi Honda             | Honda CBR 600RR | 28   | +29.374   | 10º     | 5     |
| 12º  | 21  | Matthieu Lagrive         | Yamaha France - Ipone    | Yamaha YZF R6   | 28   | +29.474   | 18º     | 4     |
| 13º  | 28  | Dean Thomas              | Vitrans Honda TKR        | Honda CBR 600RR | 28   | +36.099   | 22º     | 3     |
| 14º  | 86  | Barry Veneman            | Esha Kobutex Honda       | Honda CBR 600RR | 28   | +41.521   | 21º     | 2     |
| 15º  | 31  | Karl Muggeridge          | Ten Kate Honda           | Honda CBR 600RR | 28   | +47.448   | 1º      | 1     |
| 16º  | 22  | Stefano Cruciani         | Kawasaki Bertocchi       | Kawasaki ZX6RR  | 28   | +47.955   | 27º     |       |
| 17º  | 30  | Michael Laverty          | Vitrans Honda TKR        | Honda CBR 600RR | 28   | +51.360   | 28º     |       |
| 18º  | 90  | Herbert Kaufmann         | Elf Yoshimura Schafer M. | Suzuki GSX 600R | 28   | +52.111   | 26º     |       |
| 19º  | 82  | Tobias Kirmeier          | Alpha Technik-Honda      | Honda CBR 600RR | 28   | +1'19.208 | 24º     |       |
| 20º  | 11  | Arno Visscher            | Saveko Racing            | Kawasaki ZX6RR  | 27   | +1 giro   | 29º     |       |

#### Ritirati
| Nº | Pilota                | Squadra               | Motocicletta    | Giri | Griglia |
| -- | --------------------- | --------------------- | --------------- | ---- | ------- |
| 9  | Iain MacPherson       | Van Zon Honda T.K.R.  | Honda CBR 600RR | 20   | 8º      |
| 34 | Didier Van Keymeulen  | Saveko Racing         | Kawasaki ZX6RR  | 13   | 25º     |
| 77 | Thierry van den Bosch | Yamaha France - Ipone | Yamaha YZF R6   | 11   | 19º     |
| 12 | Christophe Cogan      | Dark Dog Honda BKM    | Honda CBR 600RR | 10   | 23º     |
| 80 | Kenan Sofuoğlu        | Yamaha Voiges         | Yamaha YZF R6   | 7    | 20º     |
| 15 | Alessio Corradi       | Italia Spadaro F.R.   | Yamaha YZF R6   | 4    | 12º     |
| 71 | Werner Daemen         | Van Zon Honda T.K.R.  | Honda CBR 600RR | 3    | 11º     |
| 1  | Fabien Foret          | Kawasaki R.T. KRT     | Kawasaki ZX6RR  | 3    | 13º     |
| 16 | Simone Sanna          | Yamaha Belgarda       | Yamaha YZF R6   | 1    | 15º     |

### Superstock

#### Arrivati al traguardo
| Pos. | Nº | Pilota                 | Squadra                   | Motocicletta        | Giri | Tempo     | Griglia | Punti |
| ---- | -- | ---------------------- | ------------------------- | ------------------- | ---- | --------- | ------- | ----- |
| 1º   | 38 | Lorenzo Lanzi          | Rox Racing                | Ducati 999S         | 15   | 22'58.119 | 2º      | 25    |
| 2º   | 3  | Gianluca Vizziello     | UnionBike GiMotorsport    | Yamaha YZF R1       | 15   | +6.462    | 3º      | 20    |
| 3º   | 6  | Lorenzo Alfonsi        | Italia Lorenzini by Leoni | Yamaha YZF R1       | 15   | +6.799    | 5º      | 16    |
| 4º   | 15 | Alex Martinez          | Celani                    | Suzuki GSX 1000R    | 15   | +16.979   | 7º      | 13    |
| 5º   | 10 | Riccardo Chiarello     | D.F.X. Racing             | Ducati 999S         | 15   | +18.590   | 17º     | 11    |
| 6º   | 8  | James Ellison          | HAP Racing                | Suzuki GSX 1000R    | 15   | +18.668   | 11º     | 10    |
| 7º   | 73 | Bernat Martínez        | MIR Racing                | Suzuki GSX 1000R    | 15   | +23.456   | 18º     | 9     |
| 8º   | 41 | Pierrot Lerat-Vanstaen | Plein Gaz                 | Suzuki GSX 1000R    | 15   | +23.622   | 8º      | 8     |
| 9º   | 34 | José Hurtado           | MIR Racing                | Suzuki GSX 1000R    | 15   | +23.999   | 12º     | 7     |
| 10º  | 37 | William De Angelis     | Rox Racing                | Ducati 999S         | 15   | +41.850   | 19º     | 6     |
| 11º  | 11 | Massimo Bisconti       | Magic Bike Ducci F.R.     | Yamaha YZF R1       | 15   | +43.787   | 10º     | 5     |
| 12º  | 22 | Christian Dal Corso    | Rox Racing                | Ducati 999S         | 15   | +44.130   | 16º     | 4     |
| 13º  | 40 | Maurizio Bottalico     | Special Xgear             | Suzuki GSX 1000R    | 15   | +57.941   | 23º     | 3     |
| 14º  | 77 | Nicolas Saelens        | Van Zon Honda Sitra       | Honda CBR 900RR     | 15   | +58.247   | 24º     | 2     |
| 15º  | 25 | Alessandro Brannetti   | FbC Racing                | Aprilia RSV 1000R   | 15   | +58.808   | 13º     | 1     |
| 16º  | 86 | Ayrton Badovini        | Biassono R.T. EVR Corse   | Ducati 999S         | 15   | +1'13.083 | 9º      |       |
| 17º  | 85 | Tomas Miksovsky        | STK Czech Accr            | Honda CBR 900RR     | 15   | +1'15.879 | 28º     |       |
| 18º  | 96 | Matěj Smrž             | STK Czech Accr            | Honda CBR 900RR     | 15   | +1'16.212 | 26º     |       |
| 19º  | 27 | Raphael De Saver       | RRT Motorsport            | Suzuki GSX 1000R K1 | 15   | +1'21.008 | 25º     |       |
| 20º  | 88 | Max Weymann            | Schafer Motorsport        | Suzuki GSX 1000R    | 15   | +1'29.945 | 27º     |       |
| 21º  | 9  | Ciro Ranieri           | UnionBike GiMotorsport    | Yamaha YZF R1       | 14   | +1 giro   | 22º     |       |
| 22º  | 46 | Tom van Looy           | K.S. Racing               | Suzuki GSX 1000R    | 14   | +1 giro   | 29º     |       |
| 23º  | 89 | Stefan Kittel          | Engel Racing              | Suzuki GSX 1000R    | 14   | +1 giro   | 15º     |       |

#### Ritirati
| Nº | Pilota           | Squadra                   | Motocicletta     | Giri | Griglia |
| -- | ---------------- | ------------------------- | ---------------- | ---- | ------- |
| 57 | Ilario Dionisi   | Celani                    | Suzuki GSX 1000R | 14   | 6º      |
| 16 | Enrique Rocamora | Electrolombar Racing      | Suzuki GSX 1000R | 12   | 21º     |
| 84 | Michel Fabrizio  | Alstare Suzuki Italia     | Suzuki GSX 1000R | 6    | 4º      |
| 5  | Alessio Velini   | Italia Lorenzini by Leoni | Yamaha YZF R1    | 1    | 14º     |